# Архангельський обласний театр ляльок
Архангельський обласний театр ляльок (рос. Архангельский областной театр кукол) — обласний ляльковий театр у місті Архангельську (Росія).

## Загальні дані
Заклад розташований в історичній будівлі (зведена 1935 року) за адресою:
Троїцький проспект, буд. 5, м. Архангельськ—163000 (Росія).
Глядацька зала (головна) розрахована на 170 місць, працює також мала сцена на 85 місць. 

## З історії та сьогодення
Театр ляльок у Архангельську був заснований у 1933 році групою молодих ленінградських акторів та учнів студії при Архангельському ТЮГу. Першою постановкою новоутвореного колективу став спектакль «Рис» за п'єсою Р. Ландіса. 
У роки німецько-радянської війни мав назву Театр естради та ляльок.
У 1970-і роки трупа архангельських лялькарів поповнилась випускниками Ленінградського державного інституту театру, музики та кінематографії (нині Академія театрального мистецтва, курс М. М. Корольова). У цей самий час у репертуарі колективу вперше з'явилися вистави для дорослих. 
Починаючи від 1980-х років Архангельський обласний ляльковий став постійним учасником російських театральних оглядів і фестивалів.
Від 1999 року при театрі існує молодіжна студія «Dur» («Мажор»); від наступного року (2000) — літературно-театральна вітальня, де актори театру презентують свої самостійні роботи.

## Репертуар, діяльність і нагороди
У репертуарі Архангельського обласного театру ляльок — понад 20 різноманітних за жанрами й формами спектаклів для дітей та дорослих.
Театр активно гастролює, як містами Росії, так і за кордоном — Німеччина, Швеція, Фінляндія, Норвегія, Греція. У 1997 році трупа архангельських лялькарів виступала на знаменитому Авіньйонському міжнародному театральному фестивалі. 
Архангельський обласний театр ляльок є засновником та організатором Міжнародного фестивалю камерних вистав театрів ляльок «Улитка». 
Двічі нагороджувався російською театральною премією «Золотая Маска» («Вертеп», режисер Д. Лохов; номінація «Найкращий спектакль», 1996; «Хамлет, датский принц», режисер Д. Лохов; «Найкраща акторська робота» — С. Михайлова, 2003). Театр є також володарем призів Міжнародного фестивалю «Невский Пьеро», учасником і дипломантом інших престижних форумів і конкурсів дитячих театрів.